# City Place I
City Place I é um arranha-céu de 38 andares e 163,7 metros (537 pé), localizado na 185 Asylum Street em Hartford, Connecticut. É o edifício mais alto do estado e dois metros mais alto que a Travelers Tower, construída em 1919. O City Place I foi projetado pela Skidmore, Owings & Merrill e concluído em 1980. A maior parte do edifício é composta por escritórios, embora existam vários restaurantes e estabelecimentos comerciais nos pisos inferiores.
O prédio foi vendido em 2 de abril de 2012 para a CommonWealth REIT, um fundo de investimento imobiliário com sede em Newton, Massachusetts, por US$ 99 milhões, pelo proprietário original, CityPlace LLC. Este preço é de aprox. $ 112 por pé quadrado.